# 대전대덕소방서
대전대덕소방서(大田大德消防署, Daejeon Daedeok Fire station)는 대전광역시 대덕구와 동구의 일부를 관할하는 대전광역시 소방본부 산하의 소방서이다.
소방서장은 소방정으로 보한다.

## 연혁
- 1991년 5월 15일: 대전동부소방서 개서
- 1992년 8월 31일: 대전북부소방서 분리
- 2019년 1월 1일: 대전대덕소방서로 변경

## 조직
| - 소방행정과 - 소방행정팀 - 예산장비팀 | - 예방안전과 - 예방대책팀 - 예방지도팀 | - 현장대응과 - 훈련팀 - 구조구급팀 - 진압팀 |

## 관할센터 및 관할구역
대전대덕소방서는 5개의 119안전센터와 1개의 구조구급대를 산하에 두고 있다.
| 명칭                         | 사진 | 주소                    | 관할구역                                   | 지역대 |
| ---------------------------- | ---- | ----------------------- | ------------------------------------------ | ------ |
| 법동119안전센터              |      | 대덕구 계족로 682       | 대덕구 법1·2동, 중리동, 회덕동,            |        |
| 대화119안전센터              |      | 대덕구 대화로 77        | 대덕구 대화동, 오정동                      |        |
| 덕암119안전센터              |      | 대덕구 신탄진로681길 10 | 대덕구 덕암동, 신탄진동                    |        |
| 문평119안전센터              |      | 대덕구 문평로18길 34    | 대덕구 목상동, 석봉동                      |        |
| 송촌119안전센터              |      | 대덕구 송촌로 65        | 대덕구 송촌동, 비래동, 동구 용전동, 홍도동 |        |
| 대전대덕소방서 119구조구급대 |      | 대덕구 계족로 682       | 대전광역시 대덕구, 동구 일부               |        |

## 같이 보기
- 대한민국 소방청
- 대한민국의 소방
- 소방관 계급